# Santo Domingo de la Calzada
Santo Domingo de la Calzada – miasto w Hiszpanii, we wspólnocie autonomicznej La Rioja.
Nazwa miasta pochodzi od świętego Dominika García, który przebywał tutaj w XI wieku. Według przekazów ludowych zbudował on groblę (hiszp. calzada) dla wygody pielgrzymów idących do Santiago de Compostela. Z jego inicjatywy miał też zostać zbudowany szpital, obecnie parador.

## Zabytki
- romańsko-gotycka katedra św. Dominika zbudowana w latach 1158 – 1351 ozdobiona rzeźbami i malowidłami przedstawiającymi cuda św. Dominika. Ponadto w katedrze znajduje się retabulum wykonana z drzewa orzechowego w 1541 roku przez Damiá Formenta. Najbardziej oryginalna jest jednak osadzona w murze ozdobna klatka w której od wieków trzymana jest żywa kura i kogut na pamiątkę cudu;
- odrestaurowane mury miejskie z XIV wieku.

## Legenda o kogucie i kurze św. Dominika
Pewien niemiecki pielgrzym, który odrzucił zaloty miejscowej dziewczyny, został przez nią oskarżony o kradzież, następnie skazany i powieszony. Jego rodzice znaleźli go jednak żywego na szubienicy – gdy przekazali tę wieść sędziemu miał on rzec To bzdura, wasz syn jest żywy tak samo, jak ten pieczony kurczak na moim talerzu. Po tych słowach kurczak miał stanąć na talerzu i zapiać. Na pamiatke tego zdarzenie w katedrze wmurowano ozdobną klatke w której trzymana jest żywa kura i kogut.

## Miasta partnerskie
- Winnenden